# Pieter Weening
Pieter Weening (Harkema, Frisia, 5 de abril de 1981) es un ciclista de los Países Bajos que fue profesional entre 2003 y 2020. Desde 2022 es director deportivo del Team Jayco AlUla.

## Trayectoria
Profesional desde 2004 y luego de hacer toda su carrera deportiva en el Rabobank, para la temporada 2012 dejó al equipo y se sumó al equipo australiano Orica-GreenEDGE. Para la temporada 2016 fichó por el conjunto Roompot Oranje Peloton permaneciendo en él hasta su desaparición en 2019. En junio de 2020 firmó con el Trek-Segafredo, retirándose al final de año.
En su palmarés se cuentan 3 etapas en las Grandes Vueltas. El 9 de julio de 2005 ganó la 8.ª etapa del Tour de Francia imponiéndose por pocos milímetros al alemán Andreas Klöden y el 11 de mayo de 2011 ganó la 5.ª etapa del Giro de Italia con final en Orvieto, lo que le permitió ser el líder de la clasificación general durante 4 etapas.
En 2013 consiguió el Tour de Polonia, tras hacerse con el liderato en la última etapa, en una contrarreloj individual.

## Palmarés
| 2002 - Tour de Thüringe, más 1 etapa 2003 - Jadranska Magistrala 2005 - 1 etapa del Tour de Francia - 1 etapa del Tour de Polonia 2009 - 1 etapa de la Vuelta a Austria 2010 - 2.º en el Campeonato de los Países Bajos en Ruta 2011 - 1 etapa del Giro de Italia 2013 - Tour de Polonia | 2014 - 1 etapa del Giro de Italia - Giro de Toscana 2016 - Tour de Noruega, más 1 etapa - 1 etapa de la Vuelta a Suiza 2017 - 1 etapa del Tour de Noruega 2018 - 1 etapa de la Vuelta a Austria 2019 - 1 etapa del Tour de Luxemburgo |

## Resultados en Grandes Vueltas y Campeonatos del Mundo
| Carrera         | Carrera         | 2003 | 2004 | 2005 | 2006 | 2007  | 2008 | 2009 | 2010 | 2011 | 2012 | 2013 | 2014 | 2015  | 2016 | 2017 | 2018 | 2019 | 2020 |
| --------------- | --------------- | ---- | ---- | ---- | ---- | ----- | ---- | ---- | ---- | ---- | ---- | ---- | ---- | ----- | ---- | ---- | ---- | ---- | ---- |
|                 | Giro de Italia  | —    | —    | —    | —    | —     | —    | —    | 24.º | 45.º | —    | 38.º | Ab.  | 92.º  | —    | —    | —    | —    | Ab.  |
|                 | Tour de Francia | —    | —    | 72.º | 91.º | 128.º | 61.º | —    | —    | —    | 72.º | —    | —    | 144.º | —    | —    | —    | —    | —    |
|                 | Vuelta a España | —    | 59.º | —    | 61.º | —     | —    | 44.º | —    | —    | 88.º | —    | —    | —     | —    | —    | —    | —    | —    |
| Mundial en Ruta | Mundial en Ruta | —    | Ab.  | 65.º | —    | —     | —    | —    | —    | 60.º | —    | 25.º | Ab.  | —     | —    | —    | 69.º | Ab.  | 79.º |

—: no participa

Ab.: abandono